# Igor Stefanovski

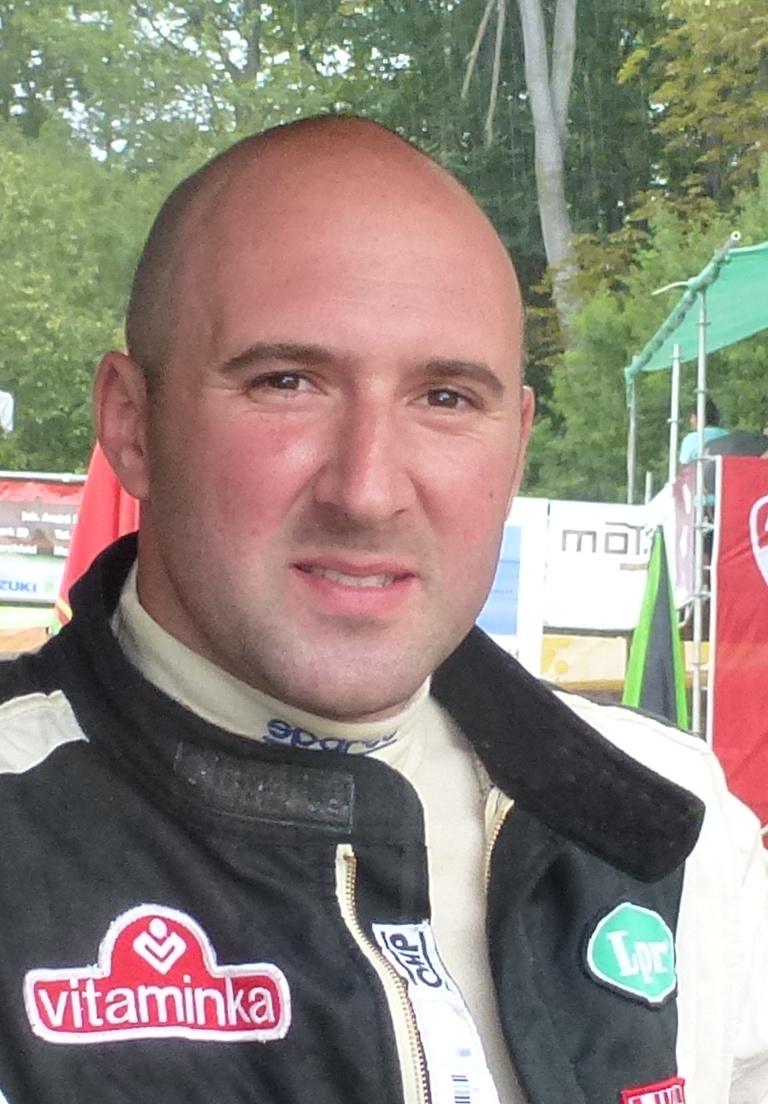
Igor Stefanovski 2014

Igor Stefanovski (mazedonisch Игор Стефановски; * 27. Dezember 1982) ist ein mazedonischer Automobil-Rennfahrer. 2014 und 2015 wurde er Europa-Bergmeister der Tourenwagen auf einem Mitsubishi Lancer EVO IX der Gruppe N.

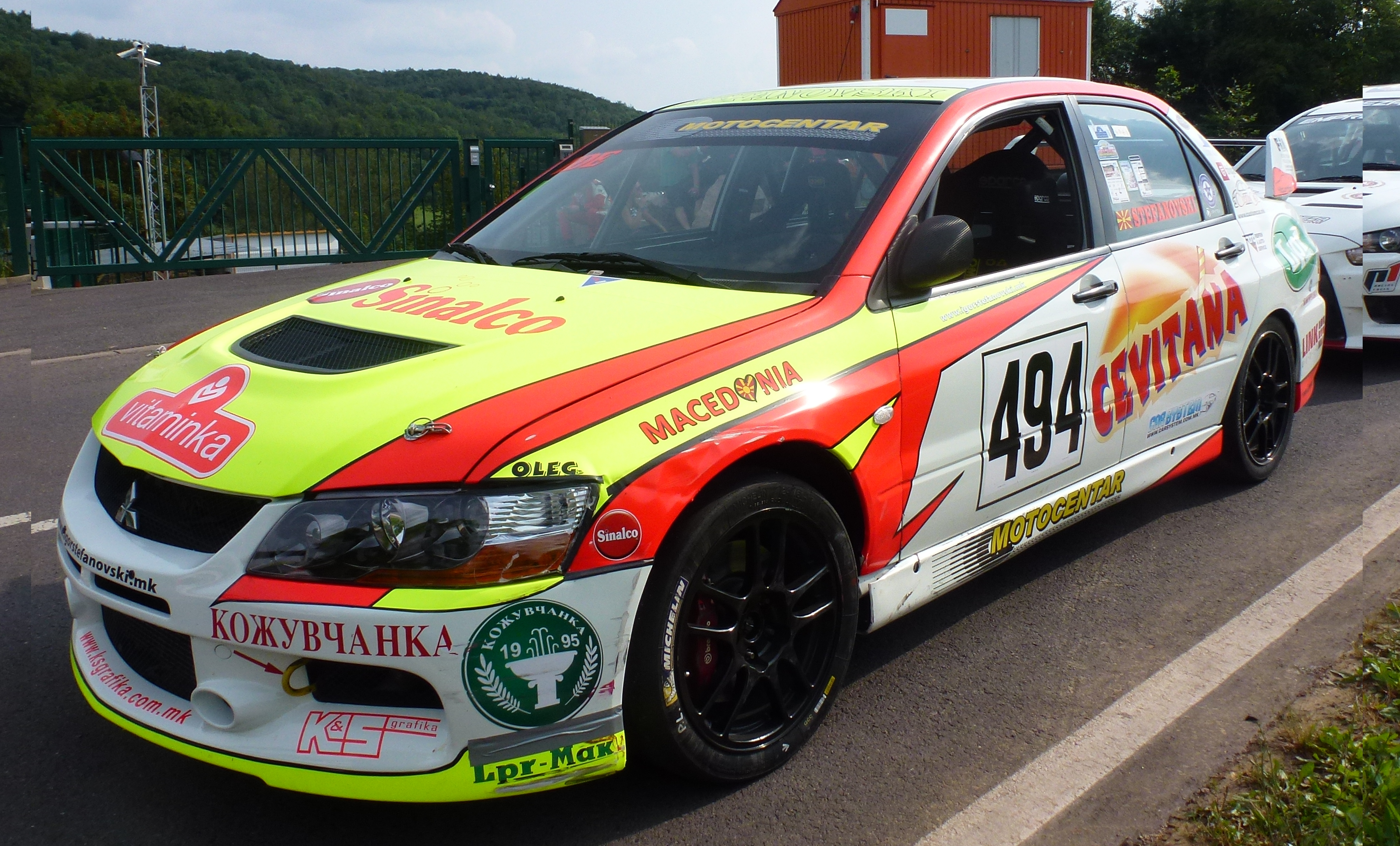
Rennwagen von Igor Stefanovski

## Stationen
- Beginn mit motorsportlichen Aktivitäten: 2001
- 12 nationale mazedonische Meistertitel, davon 3 auf der Rundstrecke und 7 bei Bergrennen
- 2014 und 2015 EM-Bergmeiste der Tourenwagenklasse
- 2016 und 2017 Europäische Supertourenwagenmeisterschaft (FIA ETCC), drei Siege auf Seat Leon Cup Racer
- 2018 und 2019 TCR-Europameisterschaft, Teilnahme auf Hyunday i30 N TCR
- 2018–21: Teilnahme an der italienischen TCR Tourenwagenmeisterschaft; 1 Sieg 2019[1]
- 2023: Rückkehr auf die Rundstrecke mit dem Hyundai i30 TCR; dritter Titel in der EM-Berg-Meisterschaft[2]
- 2024: Teilnahme an EM-Bergmeisterschaft mit einem Ferrari 488 Challenge Evo